# Фантуцци, Гаэтано
Гаэтано Фантуцци (итал. Gaetano Fantuzzi; 1 августа 1708, Гуальдо, Папская область — 1 октября 1778, Рим, Папская область) — итальянский куриальный кардинал. Префект Священной Конгрегации церковного иммунитета с 1 августа 1761 по 1 октября 1778. Камерленго Священной Коллегии Кардиналов с 16 февраля 1767 по 25 января 1768. Кардинал-священник с 24 сентября 1759, с титулом церкви Сант-Агостино с 19 ноября 1759 по 6 апреля 1767. Кардинал-священник с титулом церкви Сан-Пьетро-ин-Винколи с 6 апреля 1767. 